# Hey Jude (альбом)
Hey Jude или The Beatles Again — компиляционный альбом The Beatles, вышедший в 1970 году в США. В сборник вошли синглы, ранее не издававшиеся на альбомах; стороны «Б» синглов; а также песни «I Should Have Known Better» и «Can’t Buy Me Love», ранее изданные в формате синглов лейблом Capitol Records. В чарте Billboard Top LP’s альбом поднялся до второго места.

## Список композиций

### Сторона «А»
1. «Can’t Buy Me Love» — 2:19
2. «I Should Have Known Better» — 2:39
3. «Paperback Writer» — 2:14
4. «Rain» — 2:58
5. «Lady Madonna» — 2:14
6. «Revolution» — 3:21

### Сторона «Б»
1. «Hey Jude» — 7:05
2. «Old Brown Shoe» (Джордж Харрисон) — 3:16
3. «Don’t Let Me Down» — 3:30
4. «The Ballad of John and Yoko» — 2:55

## Участники записи
The Beatles:
- Джон Леннон — ведущий вокал (песни 2, 4, 6, 9—10), бэк-вокал (песни 3, 5, 7—8), губная гармоника (песня 2), соло-гитара (песня 10), ритм-гитара (песни 1—7, 9—10), перкуссия (песни 5—6, 10)
- Пол Маккартни — ведущий вокал (песни 1, 3, 5, 7), бэк-вокал (песни 4, 6, 8—10), соло-гитара (песня 3), фортепиано (песни 5, 7—8), Hammond-орган (песня 6), бас-гитара (песни 1—7, 9—10), ударные (песня 10), перкуссия (песни 5—6, 10)
- Джордж Харрисон — ведущий вокал (песня 8), бэк-вокал (песни 3—5, 7, 9), соло-гитара (песни 1—9), ритм-гитара (песня 8), бас-гитара (песня 8), перкуссия (песни 5—6)
- Ринго Старр — бэк-вокал (песня 7), ударные (песни 1—9), перкуссия (песни 3—7)

Приглашённые музыканты:
- Билли Престон — Hammond-орган (песня 9)
- Ники Хопкинс — электропианино (песня 6)
- Ронни Скотт — тенор-саксофон (песня 5)
- Билл Поуви — тенор-саксофон (песня 5)
- Харри Клейн — баритон-саксофон (песня 5)
- Билл Джекман — баритон-саксофон (песня 5)

## Позиции в хит-парадах
| Год  | Хит-парад                           | Высшая позиция | Продолжительность пребывания |
| ---- | ----------------------------------- | -------------- | ---------------------------- |
| 1970 | Австралия (Kent Music Report)       | 1              | нет данных                   |
| 1970 | Италия (Musica e dischi)            | 3              | 7 недель                     |
| 1970 | Канада (RPM Top Albums/CDs)         | 2              | нет данных                   |
| 1970 | США (Billboard 200)                 | 2              | 36 недель                    |
| 1970 | Финляндия (Suomen virallinen lista) | 13             | 4 недели                     |

| Хит-парад (1970) | Позиция |
| ---------------- | ------- |
| Италия (FIMI)    | 30      |